# Romance de intervenção
O romance de intervenção é um género de romance que visa um empenhamento social e político de intervenção cívica, de denúncia, de luta pela justiça, pela dignidade humana e pela liberdade. Geralmente surge associado e, por vezes, confundido com o romance social.